# 5.º Distrito Congressional do Arkansas
O 5º Distrito Congressional do Arkansas foi um dos Distritos Congressionais do Estado norte-americano do Arkansas, o distrito foi extinguido em 1963 após o censo de 1960.